# 對氧磷
對氧磷（paraoxon），是一種有機磷化合物，以往常用來作為杀虫剂的有機磷酸鹽膽碱脂酶抗化劑使用，是殺蟲藥有機磷酸鹽和殺蟲藥巴拉松的活躍新陳代謝產物，其利用最有危害的乙醯膽鹼酯酶，大約有70%的效能像神經毒氣沙林一樣的影響力。由於對人類和其他動物有毒害風險，近年來已極少使用。對氧磷也被當作對抗青光眼的一種眼科藥物使用。對氧磷通過皮膚容易被吸收，曾被用為南非種族隔離時代的化學武器。